# ウィリアム・エドウィン・ホーイ

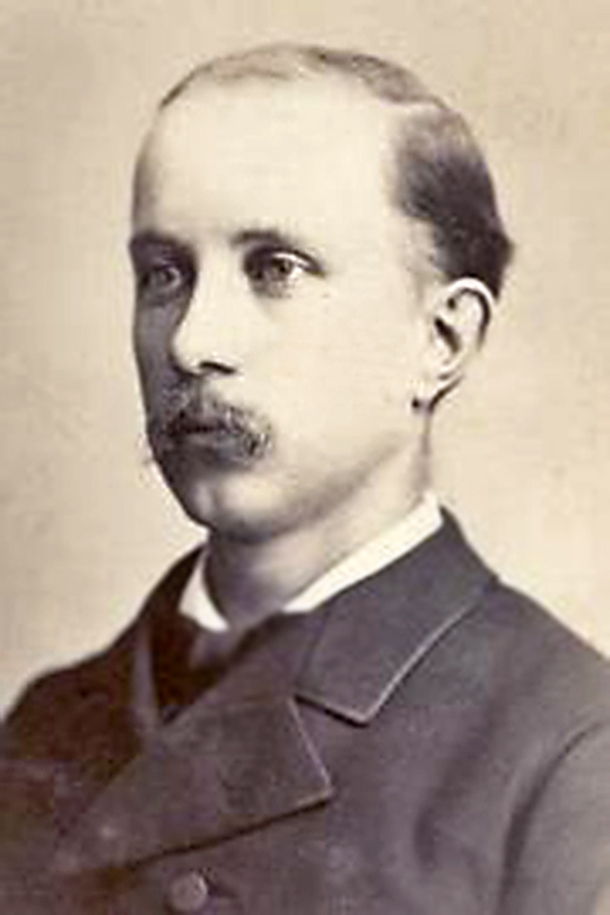
W. E. ホーイ

ウィリアム・エドウィン・ホーイ（William Edwin Hoy、1858年6月4日 - 1927年3月3日）は、アメリカ合衆国出身の宣教師で、合衆国・ドイツ改革派教会から派遣されて明治時代の日本で活躍した。東北学院三校祖のひとり。

## 来歴
1858年ペンシルベニア州ミフリンバーグに生まれる。1882年にフランクリン・アンド・マーシャル大学を卒業、さらにランカスター神学校で3年間学んだ後の1885年、ドイツ改革派教会の日本派遣宣教師の公募に応じて日本に渡る。英学者斎藤秀三郎が通訳を務めた。
1885年(明治18年)12月1日来日、当時28歳、独身の青年宣教師であった。来日後間もなく、東北地方での伝道活動の協力者を求めていた押川方義と出会い、2人は仙台を東北伝道の拠点とすることで一致する。ホーイそして1886年、仙台で押川と共に仙台神学校（現在の東北学院）を創立する。1893年には英文誌＜Japan Evangelist＞を創刊。
東北学院は順調に発展していったが、やがて「日本の伝道は日本人の手で」という押川との意見対立が鮮明になり、1900年、D・B・シュネーダーに後事を託して東北学院を去った。その後は活動の舞台を清国に求め、湖南省岳州に教会、神学校（湖濱学校）などを設立する。1927年中国内部の動乱（共産主義）で伝道活動が不可能になったため、上海に避難。アメリカに帰国する途中、船中で病没。遺体は故郷ミフリンバーグの教会墓地に埋葬された。

### 東北学院の創立

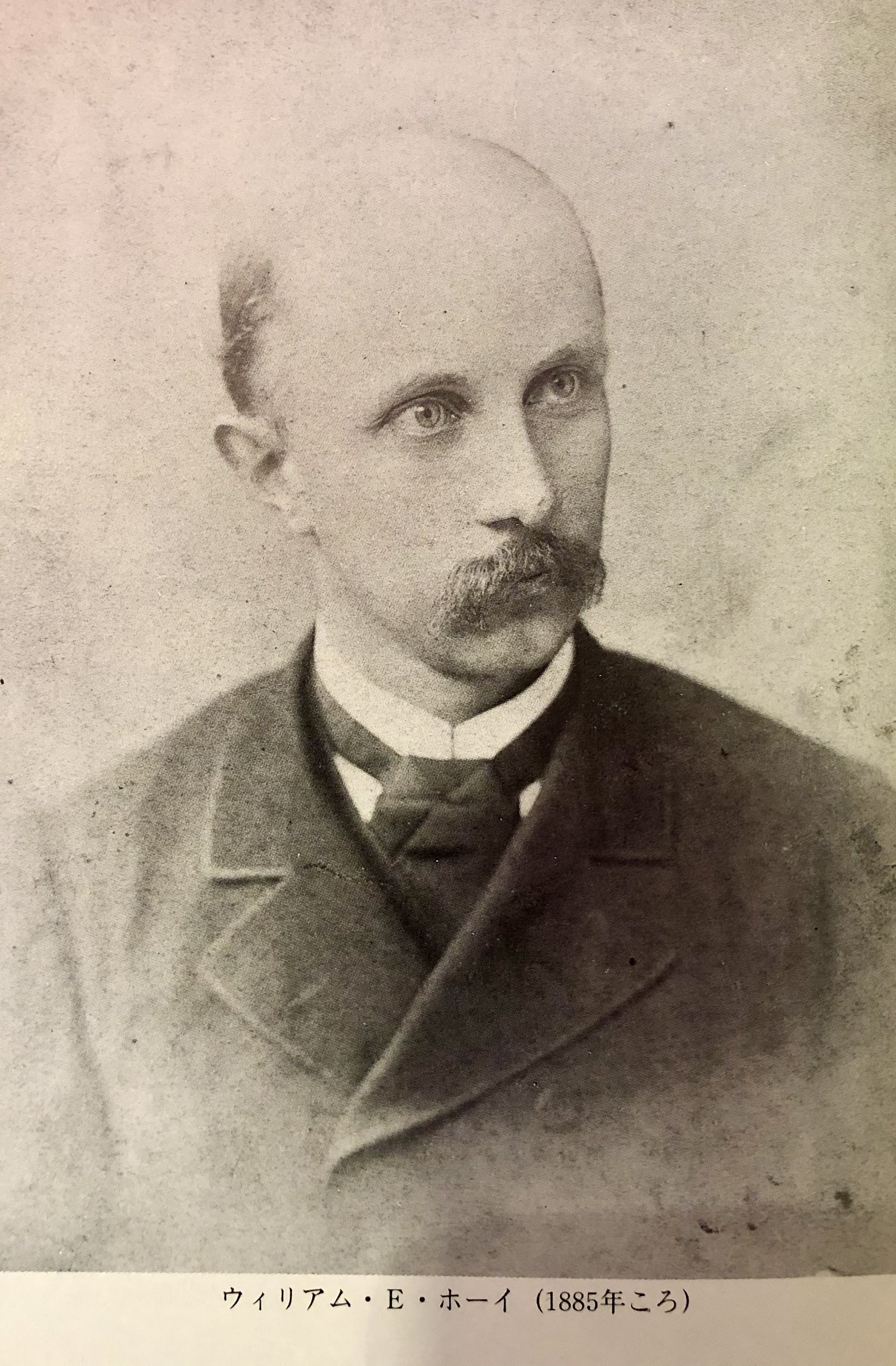
ウィリアム・E・ホーイ William Edwin Hoy1885

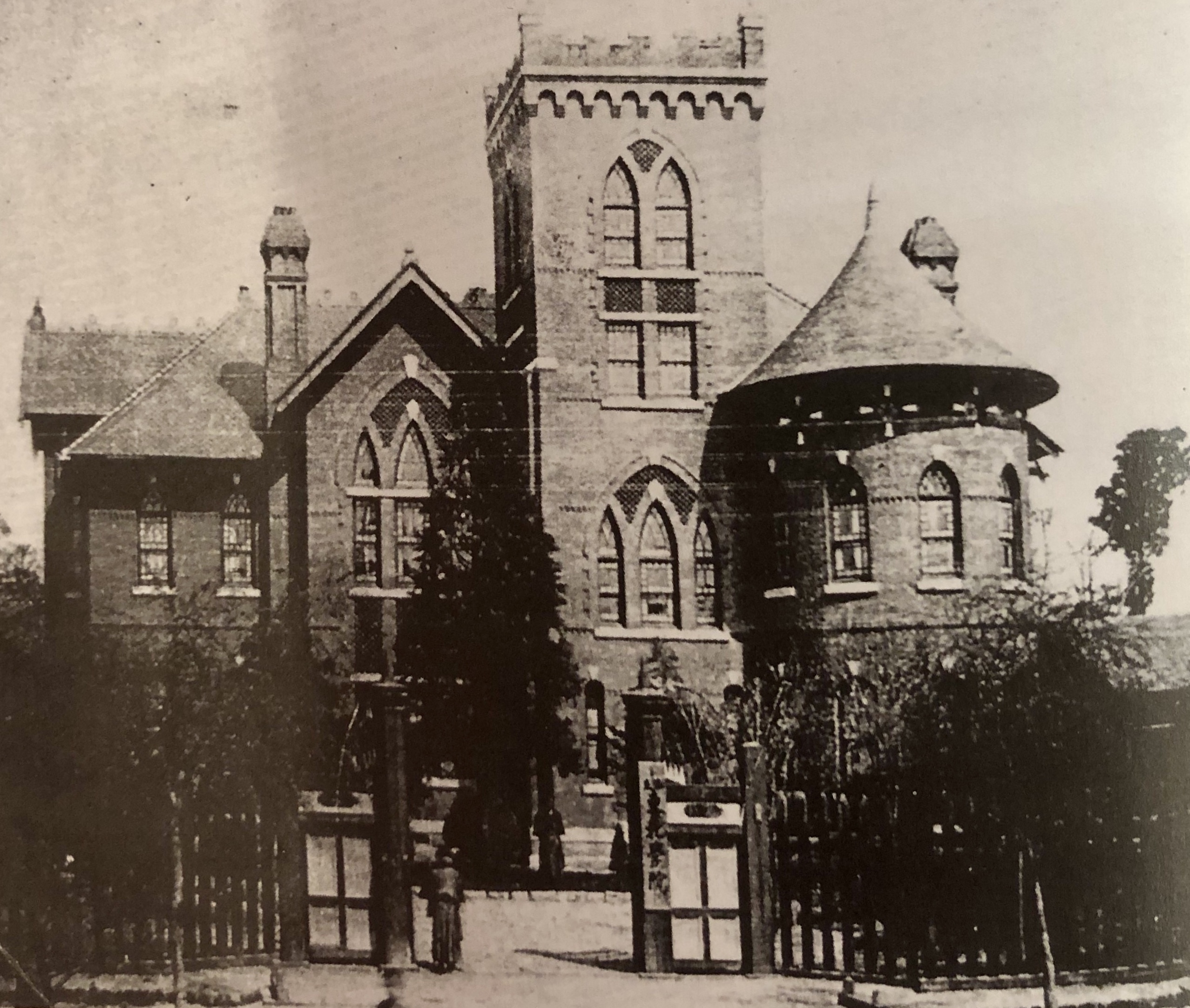
東北學院　神学部

## 押川との別れ
1898年(明治31年)4月1日付けで、押川が「帝国全域で伝道を展開するため」二年間の休暇を願い出た時、少しも驚きを持って受け止められなかった。押川は院長の職に留まるが給料は半減するということで合意が成立する。
東京へ移る前に押川は「十分な給料を払って自分の代わりに任命することを願っていますが、学院憲法は宣教師の一員たる副院長が、院長不在の場合には院長の代理をするように定めています」と語る。
院長押川の名声は全国に聞こえ、押川の雄志は仙台の地に限られることなく、その視野はあるいは北海道(同志会)へ、あるいは朝鮮半島(京城学堂)へと拡がり、ついに東北学院長を辞して上京、政治や実業へと幅広い活動を展開するようになる。他方、ホーイの目も清朝末期の混乱の中にあった中国へと向かう。

## ホーイの中国伝道
健康上の理由もあって、 1900(明治33)年東北学院を辞したホーイは、家族と共に中国湖南省の岳州に転じ、そこに伝道・教育・医療の有力な拠点を築き上げ、1927（昭和2）年の死にまで及ぶ。ホーイ夫人とその娘も第二次大戦後まで中国伝道に献身した。米・日・中そして天の四つの国の市民にふさわしい生涯であった。
ホーイは、広範な伝道活動を続け、1893年には隔月号の英文誌＜Japan Evangelist＞を創刊した。1898年に喘息の療養のために中国の上海へ行ったことがきっかけとなり、1900年に日本での活動を辞して、中国伝道へ赴いた。清国の湖南地方での25年間活動し、神学校、青年教育の向上、教会設立、医療活動事業とめざましい働きをなした。しかし、1927年の中国内部の動乱から避難して帰国する船上で、宣教に生涯を捧げた69年間の幕を閉じた。Hoy, William Edwin | BDCC

## ホーイとシュネーダー

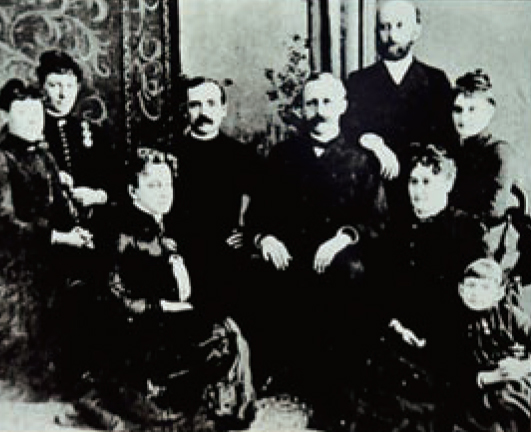
リズィ・Ｒ．プルボー嬢．エンマ・Ｆ．プルボー嬢．Ｄ．Ｂ．シュネーダー師と妻．Ｗ．Ｅ．ホーイ師と妻．Ｊ．Ｐ．モール師と妻．キティ・プルボー嬢/(Miss Lizzie R. Poorbaugh. Miss Emma F. Poorbaugh. Rev. D.B. Schneder and wife. Rev. W.E. Hoy and wife. Rev. J.P. Moore and wife. Kitty Poorbaugh.1888年

1918年(大正8年)3月1日、仙台市の中心部を焼き尽くた大火によって、かけがえのない中学部の建物が完全に灰となった。
中学部が燃え落ちる絶望の中でシュネーダーは緊張と憔悴とで崩れ落ちる。
中学部はシュネーダーにとって、働き盛りの労苦に満ちた長い年月の成果の全てであった。生徒たちはシュネーダーを連れ戻した。シュネーダーは祈る。「神が将来への望みと勇気をお与えくださるように」と。
最も尊かったのはウイリアム・ホーイ博士からの寄付であった。この東北学院の創設者の一人は、次のような言葉を添えて、百ドルの献金を送って来た。

## ホーイその生涯

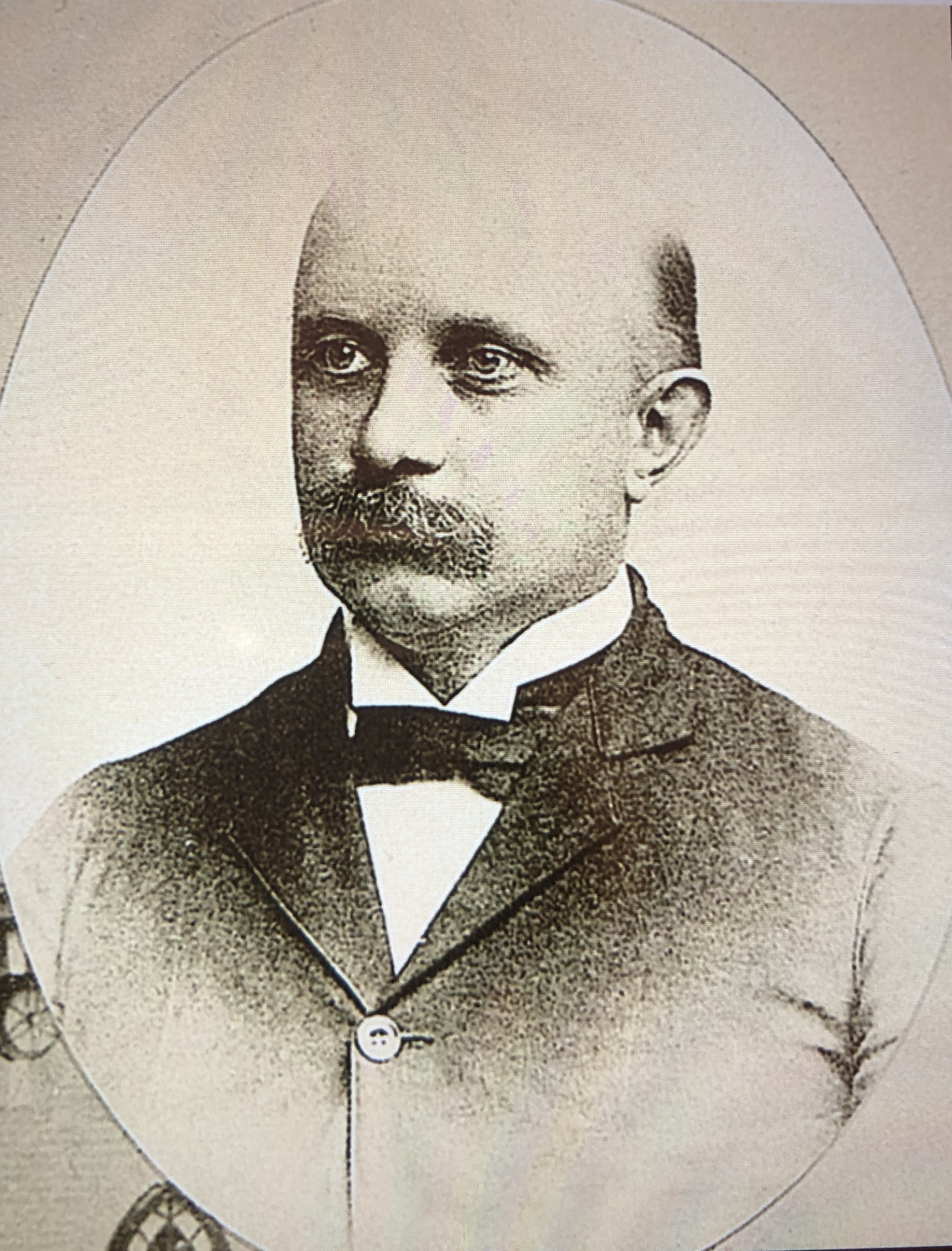
ウィリアム・E・ホーイ William Edwin Hoy, cofounder of the University

ウイリアム・E・ホーイは1858年、アメリカのペンシルヴァニアに生まれ、青年期に当時のアメリカに燃え上がっていたキリスト教の海外宣教の奔流のような運動に加わってアジアに向かい、1885年たまたま横浜に寄港して、そこで日本、それも仙台を自らの 宣教の使命の地と確信したのであった。その翌年から彼は仙台において押川、数年後に来仙したシュネーダーと共に、東北最初のキリスト教学校の運営に尽くした。ホーイの東北学院への思いは強く、熱く、時に押川の方針と対立することもあったが、学院のその後の歴史は、彼を抜きにしてはありえなかった。盗難にあった学校の大金のために、持ち金も給与もはたいて、ほとんど独力で弁済した。
喘息を持病としていたホーイ、病状の悪化によって、東北学院の働きに一区切りをつけ、転地療養もかねて中国に渡る。体調を回復したホーイは上海などで宣教し、成功を収める。1926 年病気が再発してついに帰国を決意、横浜に寄港した後、アメリカに帰ろうとしたがかなわず、船中で没した。69才、人生の大半、身も心も外国伝道に捧げた生涯であった。ホーイ夫人とその娘も第二次大戦後まで中国伝道に献身した。米・日・中そして天の四つの国の市民にふさわしい生涯であった。
1927年(昭和2年)ホーイが船の上で死去したとの悲報が届いた時、D・B・シュネーダーはかつての同労者ホーイを「キリスト教の歴史上、最も偉大な宣教師のひとり」と呼んだ。